# Тямпасак
Тямпасак (ຈໍາ ປາ ສັກ) — провінція на південному заході Лаосу. Межує з Таїландом і Камбоджею. По західному кордону провінції протікає річка Меконг, в якій водяться річкові дельфіни.

## Адміністративний поділ
Провінція розділена на такі райони:
- Бачіангчалеунсук (16-03)
- Тямпасак (16-07)
- Кхонг (16-10)
- Мунлапамок (16-09)
- Паксе (16-01)
- Паксонг (16-04)
- Патхумпхон (16-05)
- Пхонтхонг (16-06)
- Санасомбун (16-02)
- Сукхума (16-08)